# Atanycolus microcellus
Atanycolus microcellus är en stekelart som beskrevs av Roy D. Shenefelt 1943. Atanycolus microcellus ingår i släktet Atanycolus och familjen bracksteklar. Inga underarter finns listade.